# TYMP
TYMP (англ. Thymidine phosphorylase) – білок, який кодується однойменним геном, розташованим у людей на короткому плечі 22-ї хромосоми. Довжина поліпептидного ланцюга білка становить 482 амінокислот, а молекулярна маса — 49 955.
| 10         |  | 20         |  | 30         |  | 40         |  | 50         |
| ---------- |  | ---------- |  | ---------- |  | ---------- |  | ---------- |
| MAALMTPGTG |  | APPAPGDFSG |  | EGSQGLPDPS |  | PEPKQLPELI |  | RMKRDGGRLS |
| EADIRGFVAA |  | VVNGSAQGAQ |  | IGAMLMAIRL |  | RGMDLEETSV |  | LTQALAQSGQ |
| QLEWPEAWRQ |  | QLVDKHSTGG |  | VGDKVSLVLA |  | PALAACGCKV |  | PMISGRGLGH |
| TGGTLDKLES |  | IPGFNVIQSP |  | EQMQVLLDQA |  | GCCIVGQSEQ |  | LVPADGILYA |
| ARDVTATVDS |  | LPLITASILS |  | KKLVEGLSAL |  | VVDVKFGGAA |  | VFPNQEQARE |
| LAKTLVGVGA |  | SLGLRVAAAL |  | TAMDKPLGRC |  | VGHALEVEEA |  | LLCMDGAGPP |
| DLRDLVTTLG |  | GALLWLSGHA |  | GTQAQGAARV |  | AAALDDGSAL |  | GRFERMLAAQ |
| GVDPGLARAL |  | CSGSPAERRQ |  | LLPRAREQEE |  | LLAPADGTVE |  | LVRALPLALV |
| LHELGAGRSR |  | AGEPLRLGVG |  | AELLVDVGQR |  | LRRGTPWLRV |  | HRDGPALSGP |
| QSRALQEALV |  | LSDRAPFAAP |  | SPFAELVLPP |  | QQ         |  |            |

A: Аланін

C: Цистеїн

D: Аспарагінова кислота

E: Глутамінова кислота

F: Фенілаланін

G: Гліцин

H: Гістидин

I: Ізолейцин

K: Лізин

L: Лейцин

M: Метіонін

N: Аспарагін

P: Пролін

Q: Глутамін

R: Аргінін

S: Серин

T: Треонін

V: Валін

W: Триптофан

Кодований геном білок за функціями належить до трансфераз, глікозилтрансфераз, факторів росту, білків розвитку, фосфопротеїнів. 
Задіяний у таких біологічних процесах, як ангіогенез, хемотаксис, диференціація клітин, альтернативний сплайсинг. 